# Polyxenida
Polyxenida és un ordre de milpeus (Diplopoda) distribuïts per tot el món, fàcilment reconeixible pel seu pla corporal únic que consisteix en un cos tou ornamentat amb flocs de pèls gruixuts. Hi ha almenys 148 espècies existents classificades en quatre famílies, a més són els únics membres vius de la subclasse Penicillata. Són animals terrestres, formen part de la mesofauna i la majoria són detritívors.

## Morfologia
Els polixènids, en ser diplòpodes, tenen un cap rodó amb les mandíbules i el gnatoquilari (una fusió del primer parell de maxil·les) a la boca, tenen dues antenes unirràmies dividides en antenòmers, i tenen dues agrupacions d’ocels a cada costat del cap. El seu cos és allargat i està dividit en diplosegments, amb dos parells de potes a cada segment, menys al collum que és el primer segment del tronc on hi ha absència de potes, i els segments dos, tres i quatre on només tenen un parell de potes. L’últim segment sol no tenir potes i és on s’ubica l’obertura anal. El seu cos està recobert d’un exoesquelet quitinós format per una placa dorsal anomenada terguita, dues laterals anomenades pleurites, i una ventral anomenada esternita. Tenen obertures a l’exoesquelet, a la part ventral del cos, a cada segment, s’ubiquen els espiracles, i al tercer segment s’ubiquen els gonòpors. En ser detritívors, solen ser de locomoció lenta, ja que no han de perseguir a cap presa.

### Sinapomorfiesdels Polyxenida
Els polixènids són distingibles d’altres milpeus gràcies al fet que tenen un exoesquelet tou i flexible, sense calcificar, acompanyat de flocs o sèries de sedes o tricomes únics en posició lateral i/o posterior, els que es troben en posició caudal tenen forma de ganxo. El seu tronc està compost d’11 a 13 segments visibles, tenen poques potes, entre 11 i 17 parells. Les seves antenes tenen entre sis i vuit antenòmers sense disc apical, a les mandíbules no hi tenen dents. En mascles hi ha absència d’apèndixs copuladors, anomenats gonòpodes. Els individus són prims, entre 1,5 i 4 mil·límetres, i allargats, no superen els 7 mil·límetres de llargada.

## Hàbitat i distribució
Hi ha presència de polixènids en la majoria de continents, en hàbitats comuns per miriàpodes com sota fulles en descomposició però també en microclimes xèrics com en escorces d’arbres i en pedres.
A la península Ibèrica, les illes Balears i Canàries s’hi han trobat diverses espècies, representant 3 famílies diferents:
- Synexidae, amb només una espècie, Phryssonotus platycephalus.
- Lophoproctidae, amb Lophoproctus jeanneli, Lophoproctus lucidus, Lophoproctus pagesi, Lophoproctus cf. pagesi,  Lophoproctinus inferus inferus i Lophoproctinus inferus maurus.
- Polyxenidae, amb Polyxenus lagurus, Polyxenus fasciculatus, Polyxenus oromii, Macroxenus rubromarginatusi i Macroxenus enghoffi.[5]

## Alimentació
Els polixènids s’alimenten de líquens i algues i alguns dels seus membres, com Polyxenus lagurus, són capaços d’absorbir vapor d’aigua activament, un fet únic entre els miriàpodes que els permet tolerar la vida en aquestes condicions tan seques.

## Estratègies de defensa
Els polixènids, a diferència d’altres diplòpodes, no són capaços de defensar-se químicament ni tampoc tenen un exoesquelet endurit i calcificat. En el seu lloc, utilitzen els flocs de sedes que tenen al llarg del cos, sobretot a la part caudal.
Les sedes de la part caudal tenen una estructura filamentosa amb tot de projeccions en forma de ganxo.
En un estat de repòs els flocs de sedes caudals es troben junts, però si el polixènid se sent amenaçat gira ràpidament el seu cos, apuntant la seva part caudal cap al perill, obre els flocs de sedes caudals durant un moment i després evadeix ràpidament.
Aquesta estratègia és altament efectiva contra formigues, un dels seus depredadors freqüents. La formiga atacant entra en contacte amb les sedes caudals, les quals s’enganxen a la superfície del seu cos i se separen fàcilment del polixènid. Un cop enganxades a la formiga, els intents de treure les sedes causen que s’uneixin entre elles a través dels ganxos, possiblement paralitzant la formiga i, en casos greus, causant-li la mort.
En alguns gèneres o espècies de formiga com Thaumatomyrmex atrox o Probolomyrmex s'ha donat l'especialització per la depredació de polixènids demostrant un comportament on el depredador primer arranca les sedes de la presa abans d'atacar-la.
Una característica important dels polixènids és que poden renovar aquestes sedes a través de les mudes, ja que cada muda regenera completament les seves sedes. Fins i tot, en el cas de Polyxenus lagurus, la pèrdua de sedes accelera l’arribada del pròxim període de muda.

## Reproducció i desenvolupament
Els diplòpodes es reprodueixen sexualment mitjançant la còpula entre mascles i femelles. El procés inclou mecanismes especialitzats tant en la transferència d’espermatozoides com en la formació i desenvolupament dels ous.
Durant la còpula, els mascles utilitzen estructures modificades anomenades gonòpodes, que funcionen com a òrgans copuladors per transferir l’esperma a la femella. En el cas dels polixènids, els mascles no tenen gonòpodes, de tal manera que la reproducció es dona per inseminació indirecta on el mascle crea un paquet de seda amb l'espermatòfor a dins. La femella és atreta per les feromones que conté el paquet i l'introdueix ella mateixa en els seus receptacles seminals o espermateques. L’esperma pot ser emmagatzemada fins al moment de la fecundació dels ous.
Pel que fa al desenvolupament dels ous, l’oogènesi té lloc als ovaris, on els ovòcits s’agrupen en nius germinals. Quan maduren, s’envolten d’una capa epitelial que forma sacs ovàrics independents. Els ous estan protegits per dos embolcalls principals: una capa vitel·lina i una capa de còrion, ambdues produïdes pel mateix ovòcit. El vitel que nodreix l’embrió pot tenir un origen tant endogen com exogen, i la seva composició varia al llarg del desenvolupament.
Encara que el coneixement sobre la reproducció continua sent limitat, tant en espècies actuals com fòssils, investigacions recents han aportat dades valuoses.
Fòssils de Polyxenida preservats en ambre de l’Eocè (Saxònia, Alemanya) han permès estudiar els estadis més primers del desenvolupament postembrionari. Els individus de l’estadi I presenten tres apèndixs locomotors i tres terguites, mentre que els de l’estadi II mostren quatre apèndixs locomotors i un cos més segmentat. Aquest patró evidencia el desenvolupament anamòrfic, caracteritzat per l’addició progressiva de segments i apèndixs després de l’eclosió.
En espècies actuals com Monographis queenslandicus (Polyxenidae), s’ha descrit el desenvolupament de l’ou en dues fases principals:
- Etapa del còrion: amb una membrana externa llisa i resistent.
- Etapa pupoide: en què es forma una cutícula embrionària amb petites espines que ajuden a trencar el còrion per a l’eclosió. En aquesta fase també apareix una estructura sensorial protectora a l’extrem anterior de l’embrió, dotada de sensil·les protectores, descrita per primera vegada en aquest grup.

Abans de l’eclosió, durant la preècdisi, s’observen canvis significatius en la morfologia externa de l’ou, reflex de la preparació de l’embrió per emergir.

## Sistemàtica i taxonomia
L’ordre Polyxenida pertany a una de les dues subclasses de diplòpodes: Penicillata. L’estudi taxonòmic ha estat complex a causa de la notable similitud morfològica entre espècies, fet que ha provocat contínues revisions morfològiques i moleculars. Actualment es reconeixen quatre famílies dins l’ordre: Polyxenidae, Lophoproctidae, Synxenidae i Hypogexenidae, sent Polyxenidae la més diversa, amb 19 gèneres reconeguts. Dins d’aquesta família, s’han definit diverses subfamílies, com Macroxeninae, Monographinae i Polyxeninae.
Les diferències entre famílies dins Polyxenida es basen en característiques com el nombre de parells de potes, la presència o absència d’ocels, les glàndules coxals, les expansions laterals dels palps i les modificacions en les potes posteriors. Per exemple:
- Synxenidae inclou espècies amb 17 parells de potes, sent els dos darrers modificats en forma de pales.
- Polyxenidae i Lophoproctidae presenten 13 parells de potes, però es diferencien per la presència d’ocels en Polyxenidae i la seva absència en Lophoproctidae, a més d’altres estructures morfològiques.

Gràcies a l’estudi detallat d’exemplars en diverses regions, s’han produït revisions importants. Per exemple, la subespècie Eudigraphis takakuwai va ser elevada a espècie al Japó. A més, s’han identificat noves espècies i gèneres en països com la Xina, Israel i el Vietnam, fet que ha ampliat considerablement el coneixement sobre la diversitat de l’ordre.

### Filogènia molecular i relacions evolutives
Amb l’avanç de les tècniques genètiques, la filogènia molecular s’ha convertit en una eina clau per estudiar les relacions evolutives dins l’ordre Polyxenida. S’utilitzen comunament marcadors com COI, 18S rRNA, 16S rRNA i ITS2 per resoldre relacions filogenètiques i delimitar espècies. Les anàlisis actuals proposen l’existència de dues superfamílies principals:
- Synxenoidea (que inclou Synxenidae)
- Polyxenoidea (que agrupa Polyxenidae i Lophoproctidae)

En particular, l’anàlisi de màxima versemblança, realitzada únicament amb dades moleculars, recolza una posició basal per a la família Synxenidae i la separació en aquests dos clades monofilètics. No obstant això, les anàlisis basats en parsimònia, que integren dades moleculars i morfològiques, no donen suport a aquesta divisió, mostrant incongruències respecte a la màxima versemblança.
Ambdós mètodes coincideixen que Synxenidae és monofilètica, però difereixen pel que fa a les altres famílies:
- Polyxenidae apareix com a polifilètica (no comparteixen un avantpassat comú exclusiu).

- Lophoproctidae és parafilètica en la versemblança i monofilètica en parsimònia. Així mateix, subfamílies com Monographinae i Polyxeninae resulten monofilètiques segons la màxima versemblança, però parafilètiques en parsimònia.

### Registre fòssil
Entre els fòssils més rellevants de la subclasse Penicillata, en particular de l’ordre Polyxenida, es troba Phryssonotus burmiticus (Cockerell, 1917), trobat en ambre i actualment assignat al gènere Phryssonotus, família Synxenidae. En total, s’han documentat set taxons fòssils del grup, incloent-hi noves espècies del Cretaci descrites a partir d’ambre birmà, cosa que indica orígens antics i l’aparició primerenca d’adaptacions defensives. Aquests fòssils contribueixen significativament a la comprensió de l’evolució dels diplòpodes de cos tou i coberts de setes, característiques distintives de Penicillata.
Atès l’augment en la diversitat coneguda del grup i la seva importància en els ecosistemes del sòl, s’estan desenvolupant claus d’identificació actualitzades i llistats d’espècies. Aquestes eines busquen facilitar la tasca taxonòmica i millorar el monitoratge global de la biodiversitat dels diplòpodes.

## Importància ecològica i conservació
Els milpeus, incloent-hi els polixènids, tenen un paper destacable en els ecosistemes terrestres, ja que són animals detritívors, ajuden a la descomposició de matèria orgànica i al reciclatge de nutrients del sòl, aportant aliment per altres éssers com plantes o microorganismes.
L’expansió agrícola, els canvis d’usos del sòl i la urbanització són els causants de la destrucció i fragmentació d'hàbitats dels polixènids. A més, els efectes del canvi climàtic poden alterar els microhàbitats d’aquests animals. Això pot ocasionar un declivi en les poblacions de polixènids.
El gran problema és que aquests artròpodes són un grup poc conegut i estudiat, ja que són animals petits i esmunyedissos, de tal manera que no se sap del tot la seva biologia i ecologia, fent que les estratègies de conservació siguin difícils d’aplicar.